# イルホミオン・スユノフ
イルホミオン・スユノフ（ウズベク語: Ilhomjon Suyunov、1983年5月17日 - ）は、ウズベキスタンの元サッカー選手。元ウズベキスタン代表。ポジションはDF。イルホム・スユノフ（Ilhom Suyunov）の名でも知られている。

## クラブ歴
2004年にFCパフタコール・タシュケントに加入し10シーズン所属したものの、2013年7月12日にPFCロコモティフ・タシュケントに移籍した。

## 代表歴
2006年10月11日のAFCアジアカップ2007予選のバングラデシュ代表戦で代表初出場。2007年10月28日の2010 FIFAワールドカップ・アジア1次予選、台湾代表戦で代表初得点。代表最終出場は2009年6月6日の2010 FIFAワールドカップ・アジア3次予選の日本代表戦となり、合計で21試合1得点の結果を残した。

## 個人成績
代表での得点一覧
| # | 日附           | 場所             | 対戦相手             | 得点 | 結果 | 大会                                   |
| - | -------------- | ---------------- | -------------------- | ---- | ---- | -------------------------------------- |
| 1 | 2007年10月28日 | 台北市中山足球場 | チャイニーズタイペイ | 0-2  | 0-2  | 2010 FIFAワールドカップ・アジア1次予選 |

## タイトル
パフタコール・タシュケント
- ウズベク・リーグ:  2004, 2005, 2006, 2007, 2012
- ウズベク・カップ: 2004, 2005, 2006, 2007, 2009, 2011
- CISカップ: 2007

ロコモティフ・タシュケント
- ウズベク・リーグ:

準優勝: 2013